# Ośrodek Studiów Wschodnich
Ośrodek Studiów Wschodnich im. Marka Karpia, OSW (ang. Centre for Eastern Studies) – państwowy podmiot prawny zajmujący się monitorowaniem oraz analizą sytuacji politycznej, gospodarczej i społecznej w szeroko rozumianym sąsiedztwie Polski: państwach Europy Środkowej, Północnej i Wschodniej, na Bałkanach oraz na Kaukazie, w Turcji i Azji Centralnej. W ostatnich latach Ośrodek rozszerzył badania również o problematykę chińską oraz izraelską. Podstawowym zadaniem OSW jest przygotowywanie analiz, ekspertyz i studiów prognostycznych na potrzeby organów władzy publicznej w Polsce.

## Historia i funkcjonowanie
Ośrodek Studiów Wschodnich został założony w 1990 z inicjatywy Marka Karpia. Powołanie nastąpiło na podstawie uchwały Rady Ministrów z 22 grudnia 1990. OSW początkowo formalnie podlegał Ministerstwu Współpracy Gospodarczej z Zagranicą, następnie Ministerstwu Gospodarki, a obecnie Kancelarii Prezesa Rady Ministrów. 12 czerwca 2006 Ośrodkowi nadano imię zmarłego dwa lata wcześniej założyciela. Siedziba OSW mieści się w Warszawie przy ul. Koszykowej 6a.
Ośrodek współfinansowany jest z budżetu państwa w ramach części 16 – Kancelaria Prezesa Rady Ministrów.

## Tematy badań OSW
Początkowo w OSW analizowano wyłącznie sytuację na obszarze postradzieckim. W połowie lat 90. rozszerzono badania o Bałkany i państwa Europy Środkowej. W 2005 obszar zainteresowania analityków Ośrodka został poszerzony o problematykę niemiecką, w 2012 o obszar Turcji i Europy Północnej, a po 2016 o Chiny i Izrael.
Do głównych tematów badań OSW należą:
- sytuacja wewnętrzna krajów będących w kręgu zainteresowań OSW,
- sytuacja gospodarcza w tych krajach,
- system władzy w tych krajach,
- relacje pomiędzy poszczególnymi ośrodkami politycznymi,
- polityka zagraniczna,
- problematyka związana z rozszerzeniem NATO i UE,
- aspiracje integracyjne państw obszaru ze strukturami zachodnimi,
- Europejska Polityka Sąsiedztwa i Partnerstwo Wschodnie
- bezpieczeństwo energetyczne,
- istniejące i potencjalne konflikty oraz inne czynniki związane problemami bezpieczeństwa Europy Środkowej, Północnej i Wschodniej, Bałkanów oraz Turcji, Kaukazu i Azji Centralnej.

## Struktura

### Dyrekcja
Dyrektora OSW powołuje Prezes Rady Ministrów spośród kandydatów zarekomendowanych przez Radę OSW. Od listopada 2022 dyrektorem OSW jest Wojciech Konończuk, zaś jego zastępcami Justyna Gotkowska, Jakub Jakóbowski i Elżbieta Zaleska.
Lista dyrektorów OSW:
- Marek Karp (1990–2004)
- Jacek Cichocki (2004–2007)
- Jolanta Darczewska (2007−2011)
- Olaf Osica (2011−2016)
- Adam Eberhardt (2016[7]–2022[8])
- Wojciech Konończuk (od 2022)

### Eksperci
Dla OSW pracuje ponad 40 ekspertów, co czyni Ośrodek jedyną z największych instytucji analitycznych w Polsce. Praca w OSW odbywa się w działach:
- Zespół Rosyjski – kierownik Marek Menkiszak(inne języki)
- Zespół Ukrainy, Białorusi i Mołdawii – kierownik Tadeusz Iwański
- Zespół Turcji, Kaukazu i Azji Centralnej – kierownik Krzysztof Strachota(inne języki)
- Zespół Środkowoeuropejski – kierownik dr Konrad Popławski
- Zespół Niemiec i Europy Północnej – kierowniczka dr Anna Kwiatkowska-Drożdż(inne języki)
- Projekt: Bezpieczeństwo i obronność w Europie Północnej – koordynatorka Justyna Gotkowska
- Projekt: Connectivity – powiązania gospodarcze w Eurazji - koordynator Jakub Jakóbowski

Wybrane osoby związane zawodowo z OSW obecnie lub w przeszłości: dr Piotr Bajda, Jacek Borkowicz, dr Mateusz Gniazdowski, Wojciech Górecki, dr hab. Marcin Kaczmarski, dr Szymon Kardaś, dr Tadeusz A. Olszański, dr amb. Katarzyna Pełczyńska-Nałęcz, dr Witold Rodkiewicz, Bartłomiej Sienkiewicz, Wojciech Stanisławski, Leszek Szerepka, dr amb. Wojciech Zajączkowski, Piotr Żochowski.

### Rada[9]
- Agnieszka Bryc – przewodnicząca Rady[10]
- Marek Cichocki
- Adam Eberhardt
- Grzegorz Motyka
- Maria Przełomiec
- Aleksander Siemaszko
- Jakub Wiśniewski

## Publikacje
Do publikacji wydawanych przez OSW należą: tygodniowy Biuletyn OSW, zawierający krótkie analizy dotyczące tematów bieżących oraz ukazujące się nieregularnie dłuższe opracowania analityczne: Punkt Widzenia OSW, Prace OSW, Raport OSW oraz Komentarze OSW. Większość publikacji jest dostępna w formie elektronicznej na oficjalnej stronie Ośrodka. 
W latach 1994–1997 OSW wydawał czasopismo Eurazja. Ponadto, do 2013 Ośrodek prowadził także codzienny serwis informacyjny zawierający zestawienia wiadomości z obszaru zainteresowań Ośrodka, wydawany w formie elektronicznej (Wiadomości z regionu).
OSW przygotowuje również liczne podcasty oraz filmy wideo.

## Nagrody
W 2004 Marka Karpia oraz Ośrodek Studiów Wschodnich uhonorowano Nagrodą „Rzeczpospolitej” im. Jerzego Giedroycia – za wieloletnie twórcze realizowanie myśli politycznej Jerzego Giedroycia. Zwłaszcza za budowanie mostów między Polską i jej wschodnimi sąsiadami i tworzenie klimatu dla lepszego poznania i wzajemnego porozumienia.